# 水林陸上競技場
水林競技場（みずばやしきょうぎじょう）は秋田県由利本荘市の本荘由利総合運動公園にある陸上競技場。施設は由利本荘市が所有し、由利本荘市が運営管理も行っている。Jリーグチームブラウブリッツ秋田の前身であるTDKサッカー部が本拠地のひとつとしていた。

## 詳細
- 収容人員：10,000人

## アクセス
- 羽後本荘駅から徒歩1時間
- 羽後交通バス本荘象潟線乗車20分、水林下車徒歩15分